# Hypena labatalis
Hypena labatalis là một loài bướm đêm trong họ Erebidae.